# Roxy Ann-csúcs
A Roxy Ann Peak egy 1090 méter magas hegy a Western Cascade-hegységben az oregoni Medford keleti határán. A hegycsúcs számottevő része vulkanikus eredetű, ezért több kőzetrétegből áll, melyek eredete a korai oligocén időszakban keresendő. A hegyet főleg szavannai tölgyerdők és az alacsonyabban fekvő részeken gyepterületek borítják, míg a magasabban fekvő részeken vegyes fenyőerdők fordulnak elő a csúcs közelében. Annak ellenére, hogy ahegycsúcs környezetéből csak 230 méterrel emelkedik ki, és mintegy 670 méterrel magasodik Medford fölé, ugyanakkor látható szinte az egész Rogue-völgyből. A hegycsúcs az egyik legfontosabb látnivaló Medfordban amely egyúttal egy nyílt területű természetvédelmi terület is, valamint szabadidős lehetőségeket kínál.
A csúcsot eredetileg a latgawa indián törzs népesítette be úgy 8-10 ezer évvel ezelőtt. Az 1850-es évek elején a nem-őslakosok hirtelen beáramlása váltotta ki a Rogue River-háborút. A csatákat követően a latgawákat távolabbi rezervátumokba költöztették. A hegycsúcsot az 1850-es évek végén nevezték el a vidék egyik első földtulajdonosáról, Roxy Ann Bowen-ről.
1883-ban megalapították Medford városát, a csúcstól nyugatra és két évvel később már önálló közigazgatással bírt. Miután a szövetségi kormánytól és a Lions Clubtól egy nagyobb területű birtokot szerzett a város 1930 és 1933 között, megalapították a 704 hektár kiterjedésű Prescott parkot 1937-ben. A park nyújt védelmet a csúcs közelében és a felsőbb régiókban és ezek a területek érintetlenek tudtak maradni. A hegy déli lábainál családi házas lakóövezet húzódik.

## Geológia
A Roxy Ann-csúcs a Western Cascades idős, erősen lepusztult vonulatának része, akárcsak a közeli Pilot Rock, Grizzly-csúcs, és Baldy hegycsúcsok. Szerkezete számos különböző kőzetrétegből tevődik össze. A legrégebbi kőzetréteg ezek közül a mintegy 35-50 millió éves Payne Cliffs formáció, mely a csúcs alapját képezi és elsősorban üledékes homokkőből, palából és kavicskőből áll. A hegy többi része túlnyomórészt 30-35 millió éves bazaltból, breccsából és agglomerátumokból épülnek fe, melyet Roxy formáció néven ismernek. Ezen sziklákat  a legrégebbi kőzetek alkotják a Cascadok-hegységben. A hegy csúcsa fiatalabb bazalt haránttelérekből tevődik össze, melyek mintegy 30,82 millió évesek (+/- 2 millió év) lehetnek. A hegycsúcs anyaga viszonylag jól ellenáll az eróziónak, amelyhez valószínűleg hozzájárul a csúcs elszigeteltsége és kehelyszerű formája.  A Roxy Ann-csúcs alsóbb lejtői 1,2-1,5 méter vastag, sűrű agyagréteggel borítottak.[9] Az agyag jellemzője, hogy könnyedén megcsuszamlik, amely földcsuszamlásokhoz vezet. A hegyen ezen kívül még többféle talaj is megtalálható, melyek rétegei néhol elérik a 6 méteres vastagságot.[9]
A csúcs 1090 méterrel magasodik a tengerszint magassága fölé, míg környezetéből mindössze 230 méterrel emelkedik ki, ugyanakkor 670 méterrel magasodik a környező Rogue-völgy fölé[lower-alpha 1] Az egyedülálló kerekded csúcs elhelyezkedése és magassága jól felismerhető a környék településeirő, mint amilyen például a 24,9 kilométernyire, északra fekvő Shady Cove, vagy a déli irányban fekvő Siskiyou-csúcsról, mely 37,8 kilométernyire fekszik.[11]